# Todus subulatus
El barrancolí picogrueso o cortacubas de pico ancho (Todus subulatus) es una especie de ave coraciforme de la familia Todidae endémica de la isla de La Española en Haití y República Dominicana.

## Descripción
Mide de 11 a 12 cm de longitud y pesa en promedio 9,8 g. Es un ave de pequeño tamaño, de pico recto, relativamente corto y ancho. El plumaje de sus partes superiores es verde claro, su garganta roja y el resto de sus partes inferiores es blanquecino con matices grisáceos, amarillos y rosados y con tonos rojizos en los flancos.

## Hábitat
Mientras que su pariente el barrancolí picofino prefiere las zonas altas, el barrancolí picogrueso prefiere los hábitats de bosque de montaña muy húmedo a más baja altitud, entre los 435 y 1.700 m s. n. m. Para anidar, excava túneles en los taludes fluviales como un martín pescador.